# Might and Magic IV : Les Nuages de Xeen
 (novembre 2018).
Si vous disposez d'ouvrages ou d'articles de référence ou si vous connaissez des sites web de qualité traitant du thème abordé ici, merci de compléter l'article en donnant les références utiles à sa vérifiabilité et en les liant à la section « Notes et références ».
Might and Magic IV : Les Nuages de Xeen (titre original : Clouds of Xeen) est un jeu vidéo de type dungeon crawler sorti en 1992 sur plate-forme PC et système d'exploitation MS-DOS. Il a été développé par le studio New World Computing. C'est le 4e volet de la série Might and Magic.
En anglais XEEN est un acronyme pour Xylonite Experimental Environment Nacelle.

## Histoire
Might and Magic IV se focalise sur les évènements qui se sont produits après Might and Magic III: Les Îles de Terra. Il y a des troubles sur les terres de Xeen. Un mystérieux malfaiteur du nom de Lord Xeen a réclamé la propriété des terres et sème la terreur à travers le monde. Un nouveau groupe d'aventuriers doit être créé pour le neutraliser et sauver les terres de Xeen.

## Système de jeu
Might and Magic IV utilise un moteur identique à celui de Might and Magic III: Les Îles de Terra et le gameplay est presque similaire. L'accent est mis sur les séquences cinématiques qui sont devenues possibles grâce à des disques durs de plus grande capacité. Le graphisme en général est aussi plus fin et coloré.
Ce jeu peut être combiné avec son successeur Might and Magic V : la Face cachée de Xeen pour former Might and Magic : Monde de Xeen, un planétoïde rectangulaire comportant deux faces.